# سليم جونش
سليم جونش هو مواليد عام 1961، في مدينة ارتيفن. هو مخرج تركي وكاتب سيناريو ومصور فوتوغرافى. تلقى تعليمه في الهندسة الكهربائية وإدارة الأعمال. وقد أهتم بالتصوير منذ عام 1989. وهو عضو في نادى إفساق. يعيش في إسطنبول ويلتقط صور لها. وفي عام 2008 نشر ألبوم له باسم مدينة لودس إسطنبول. وقد عرض هذا الالبوم في ثمانى معارض للصور المختلطة. وقد قبلت صوره في متحف إسطنبول الحديث ومتحف صور إسطنبول. وكان هناك سبع جوائز في احتفلات وطنية ودولية لفلمه الثلج الأبيض الذي اخرجه في عام 2011.

## أفلامه
الثلج الأبيض 2010.

## كتبه
مدينة لودس إسطنبول 2008 وألبوم صور.

## المعارض الشخصية
مدينة لودس إسطنبول 2010، بورصة. ومدينة إسطنبول 1998، إسطنبول.

## المعارض المختلطة
إسطنبول الحديثة 2013، البحرين. بعد امس 2012، إسطنبول. لدينا صورنا اليوم 2011، إسطنبول. برلين إسطنبول 2005، برلين. هذه مدينة اسطبول 2003، واشنطن. إسطنبول بالتفصيل 2000، إسطنبول. وجهات النظر المختلفة لاسطنبول 1999، باريس.

## المشاهدين
جون لينون لعام 2008. الأطفال الحمائم لعام 2000. الطيران لعام 1998. السياحة لعام 1995. مدينتى إسطنبول لعام 1991.

## روابط خارجية
- سليم جونش على موقع IMDb (الإنجليزية)
- سليم جونش على موقع ألو سيني (الفرنسية)
- سليم جونش على موقع أول موفي (الإنجليزية)
- سليم جونش على موقع قاعدة بيانات الفيلم (الإنجليزية)
- سليم جونش على موقع كينوبويسك (الروسية)